# Alberto Carbone
Alberto Carbone (Montevideo, 1896 - 1967) fue un guitarrista, pedagogo y compositor uruguayo. Su obra más trascendente es la música del Himno a la ciudad uruguaya de Paysandú. Así mismo es autor de bellas obras para guitarra en lenguaje nacionalista.

## Biografía
A los tres años de edad se radicó en la ciudad uruguaya Paysandú, donde transcurrió casi toda su vida. A los doce años inició sus estudios de música con el maestro Juan Larrea y dos años después pasó a integrar la banda militar del Regimiento de Artillería Nº 2, bajo la dirección del maestro Laguzzi, iniciándose con instrumentos de viento. En 1916, pasó a integrar distintas orquestas, cultivando especialmente el violín, aunque lo siguió alternando con otros instrumentos, especialmente piano, guitarra y acordeón.
Durante cuatro décadas realizó un fecundo trabajo como profesor de música dejando una huella imborrable en la sociedad sanducera (habitantes de Paysandú). Formó generaciones de jóvenes que conformaban todos los años el Conjunto Fulgores de variadísimas propuestas (solistas, dúos, grupos, teatro, coro y danza) que brindaba un memorable concierto anual de culminación de cursos en el Teatro Florencio Sánchez, actividad extendida a pedido a instituciones de bien público y ciudades vecinas.
Hombre polifacético y activísimo, fue Maestro de Educación Primaria y, además, Profesor de Manualidades en el Instituto Normal. Fue radioaficionado, creando sus propios elementos técnicos. Su inventiva llegó a perfeccionar un sistema de impresión casero con tintas de distintos colores que resaltaba su excelente caligrafía musical.
Inspirado en la cultura criolla es autor de hermosísimas obras, especialmente para guitarra, de rico contenido melódico y armónico. Compositor extremadamente prolífico, nos legó alrededor de trescientas piezas de variados géneros: milongas, valses, estilos, vidalitas, tangos, marchas, canciones infantiles, preludios, etc. Muchas fueron incorporadas a los repertorios de destacados concertistas de su época como Abel Fleury, Julio Martínez Oyanguren y Cédar Viglietti. Le corresponde la música del Himno a Paysandú, estrenado en 1930, con texto de Antonio Vicente y Ferrés.
Fue un verdadero maestro de Vida: noble, generoso, compenetrado de su misión. Enseñó comportamientos basados en la solidaridad, la tolerancia, el amor a la familia, el culto a la amistad, el respeto al entorno humano y material. 
Su música ha permanecido casi en el olvido, siendo recuperada principalmente por la labor investigativa del uruguayo Schubert Flores.
Fue él quien enseñó a tocar la guitarra al célebre compositor Aníbal Sampayo, así como a otros grandes músicos de Paysandú, como Nidia Godoy.

## Discografía
El guitarrista uruguayo Daniel Morgade ha reivindicado y rescatado la música de Alberto Carbone incluyendo en su disco Latin American Guitar Volumen II las obras “Paysandú”, “Hacia el rancho de su amada”, “Estampa gaucha” y “La Firmeza”. Las cuatro obras en primera grabación mundial, registro que fue declarado de Interés Cultural por el Ministerio de Educación y Cultura de Uruguay, fueron de las primeras grabaciones que se realizan de la obra del compositor.

## Obra

### Composiciones para guitarra sola
- Estampa Gaucha (Milonga N.º 3)
- La Firmeza (Danza Nativa)
- Paysandú (Milonga)
- La Enamorada (Estilo)
- Al Mirarte (Vals)
- Mi corazón con el tuyo (Canción Nativa)
- Flor de Ilusión (Mazurca)
- Gavota (Al estilo 1700)
- A lo largo del camino (Zamba)
- Bajo la encamada (Estilo)
- Hacia el rancho de su amada (Milonga N.º 5)
- Viejo sendero (Triste)
- Nuevas variaciones sobre la vidalita (Canción nativa)
- Por la huella (Zamba)
- Vals lento
- Quejas en la noche (Triste)
- Aires de gato (Variaciones)
- Bajo el follaje sombrío (Preludio estival)
- Malambo
- Fantasía variada
- Elegía de Maggenet
- La despedida (Lamento gaucho)
- La leyenda del sauzal (Canción Nativa)
- Nostalgias (Preludio)
- Susana
- La vaca y el teruero
- Aire de chacarera
- Elegía
- Ansiedad
- Bajo el ombú

### Composiciones para 2 guitarras
- Pequeño vals
- Scherzino
- Vals Fantasía
- Lamento incaico
- Aun no volviste
- Vidala
- Romántico (Vals)

### Composiciones para 3 guitarras
- Cielo y Huella

Las partituras correspondientes a algunas de estas obras están accesibles en la siguiente dirección web: www.bibliotecaalbertocarbone.blogspot.com

## Publicaciones

### Xendor Ediciones
Gracias al patrocinio de la Asociación General de Autores del Uruguay AGADU, la editorial Xendor realizó la primera publicación de obras para guitarra de Alberto Carbone de las obras:
- Paysandú (Milonga) Número de catálogo: XeG 003
- Estampa Gaucha (Milonga N.º 3) Número de catálogo: XeG 004
- Hacia el rancho de su amada (Milonga N.º 5) Número de catálogo: XeG 005
- La Firmeza (Danza Nativa) Número de catálogo: XeG 006

El trabajo de edición sobre la base de manuscritos del autor, estuvo a cargo del guitarrista uruguayo Daniel Morgade.

## Otras fuentes
- Juan Olaya: Compositores Uruguayos del Siglo XX. Catálogo de obras para guitarra. Editorial Capibara, Uruguay 2004. ISBN 9974-7743-5-7

- Datos: Q2894232